# Ola Barvér
Per Erik Ola Barvér, ursprungligen Persson, född 14 december 1967 i Falu Kristine församling i Kopparbergs län, är en svensk militär.

## Biografi
Ola Barvér avlade officersexamen vid Krigsskolan 1990 och utnämndes samma år till officer i armén, varefter han befordrades till kapten 1996. I slutet av 1990-talet tjänstgjorde han i Dalabrigaden. Efter befordran till major var han chef för Stab- och understödskompaniet i kontingenten Kosovo KS06 från juni till december 2002. Barvér befordrades till överste 2016 och var projektledare för FM2025 i Inriktningsavdelningen i Ledningsstaben i Högkvarteret 2016–2017. Från den 5 december 2017 till den 31 mars 2022 var han chef för Livregementets husarer. Sedan den 1 april 2022 tjänstgör Barvér som chef för sektionen för förmågeinriktning i Inriktningsavdelningen.

## Utmärkelser
- Hans Majestät Konungens medalj i guld av åttonde storleken i Serafimerordens band (Kon:sGM8mserafb, 2018) för förtjänstfulla insatser som H.M. Konungens adjutant.[7]
- 3:e klass av Örnkorsets orden (2 maj 2023)[8]